# لاين إيفانز (لاعب هوكي الحقل)
لاين إيفانز (بالإنجليزية: Iain Evans)‏ هو لاعب هوكي الحقل جنوب أفريقي، ولد في 29 مايو 1981.

## وصلات خارجية
- لاين إيفانز على موقع الاتحاد الدولي للهوكي (الإنجليزية)
- لاين إيفانز على موقع أوليمبيديا (الإنجليزية)